# Felgueiras
Felgueiras ist eine Stadt in Portugal. Die Stadt hat 15.525 Einwohner(2004). Die Hauptgemeinde der Stadt ist Margaride mit rund 9.500 Einwohnern (2001).

## Geschichte

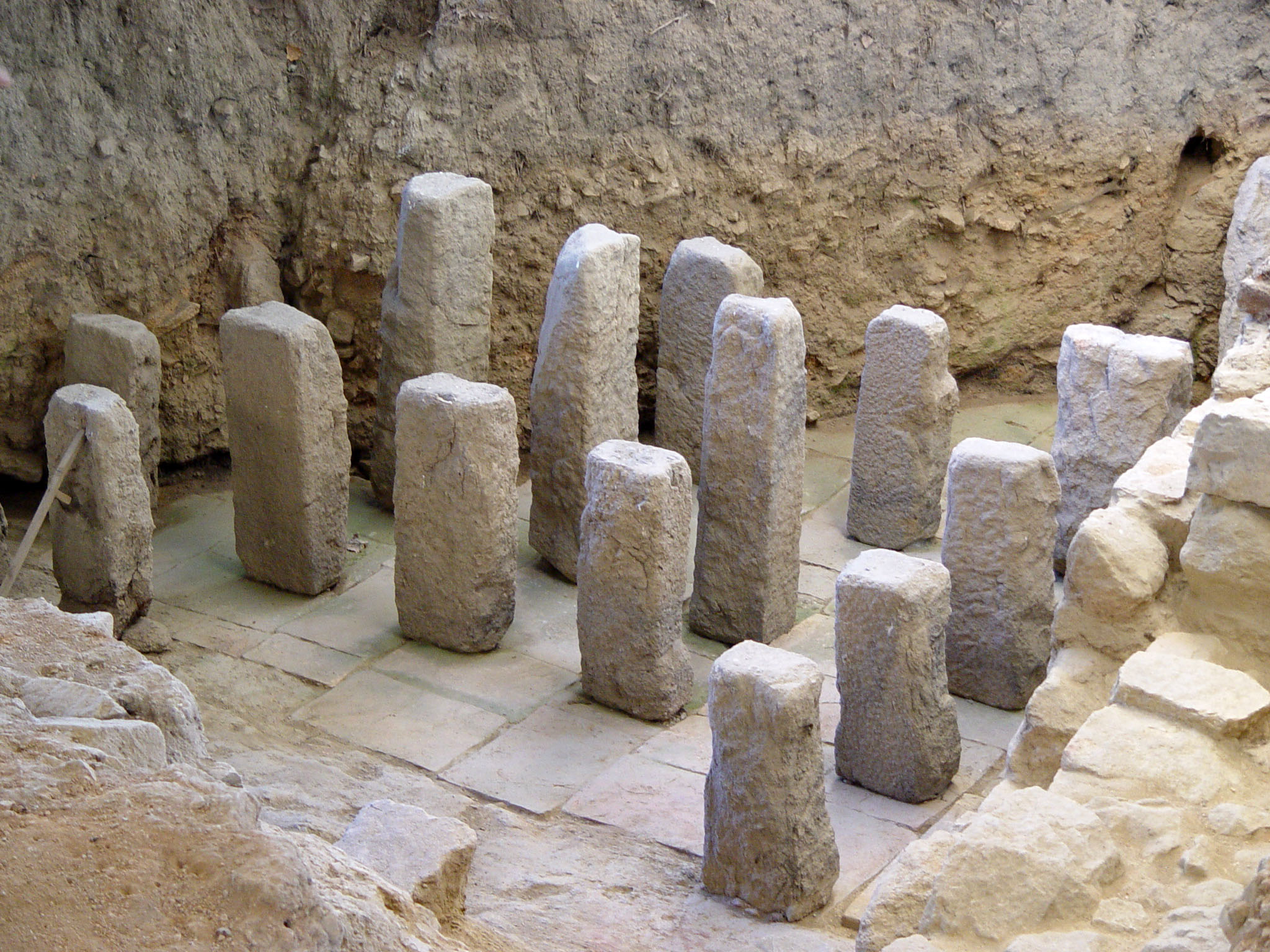
In den Ausgrabungen von Sendim

Aus der Zeit der römischen Besiedlung stammen verschiedene Funde, insbesondere die Ausgrabungen der Villa von Sendim aus dem 4. Jahrhundert. Die älteste dokumentierte Erwähnung Felgueiras stammt aus dem Jahr 959. Unter Portugals erstem König D. Afonso Henriques erhielt der Ort vermutlich erste Stadtrechte, jedoch ist das Dokument nicht erhalten geblieben. König D. Manuel I. erneuerte die Stadtrechte im Jahr 1514.
Die bisherige Kleinstadt (Vila) Felgueiras wurde am 13. Juli 1990 zur Stadt (Cidade) erhoben. Im Kreis wurde zeitgleich Lixa mit seinen vier Stadtgemeinden zur Stadt erhoben.

## Verwaltung

### Kreis Felgueiras
Felgueiras ist Sitz eines gleichnamigen Kreises (Concelho) im Distrikt Porto. Am 19. April 2021 hatte der Kreis 55.848 Einwohner auf einer Fläche von 115,7 km².
Die Nachbarkreise sind (im Uhrzeigersinn im Norden beginnend): Fafe, Celorico de Basto, Amarante, Lousada, Vizela sowie Guimarães.
Mit der Gebietsreform im September 2013 wurden mehrere Gemeinden zu neuen Gemeinden zusammengefasst, sodass sich die Zahl der Gemeinden von zuvor 32 auf 20 verringerte.
Die folgenden Gemeinden (Freguesias) liegen im Kreis Felgueiras:

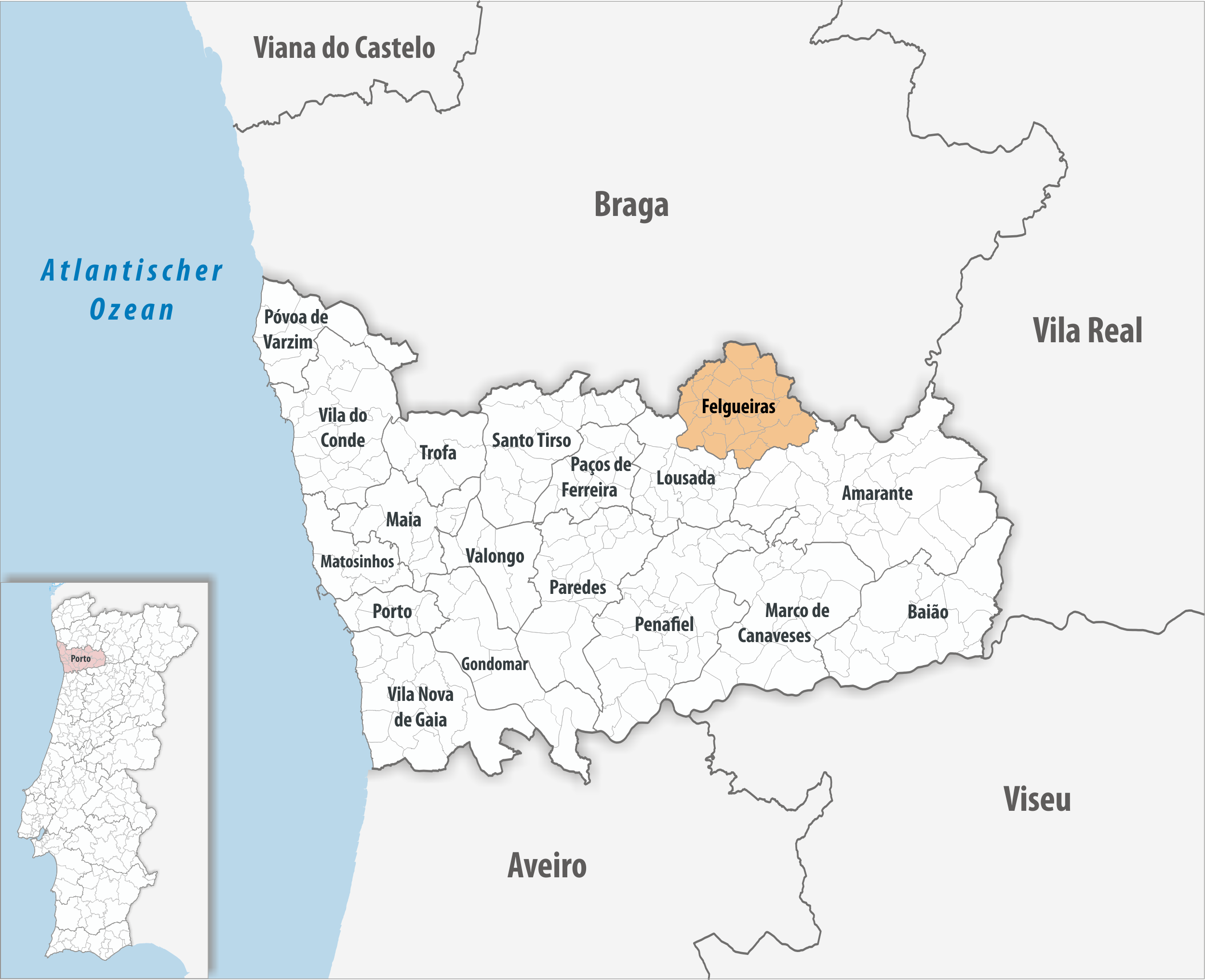
Kreis Felgueiras

| Gemeinde                                     | Einwohner (2021) | Fläche km² | Dichte Einw./km² | LAU- Code |
| -------------------------------------------- | ---------------- | ---------- | ---------------- | --------- |
| Aião                                         | 828              | 2,78       | 298              | 130301    |
| Airães                                       | 2.292            | 4,01       | 571              | 130302    |
| Friande                                      | 1.750            | 3,29       | 532              | 130305    |
| Idães                                        | 2.550            | 7,11       | 359              | 130306    |
| Jugueiros                                    | 1.220            | 7,45       | 164              | 130307    |
| Macieira da Lixa e Caramos                   | 3.605            | 8,63       | 418              | 130334    |
| Margaride, Várzea, Lagares, Varziela e Moure | 17.695           | 17,44      | 1.015            | 130335    |
| Pedreira, Rande e Sernande                   | 3.289            | 6,98       | 471              | 130336    |
| Penacova                                     | 1.062            | 3,00       | 354              | 130313    |
| Pinheiro                                     | 1.053            | 3,57       | 295              | 130314    |
| Pombeiro da Ribavizela                       | 2.073            | 4,81       | 431              | 130315    |
| Refontoura                                   | 1.897            | 3,44       | 552              | 130317    |
| Regilde                                      | 1.182            | 3,08       | 384              | 130318    |
| Revinhade                                    | 799              | 3,33       | 240              | 130319    |
| Sendim                                       | 1.564            | 7,03       | 222              | 130324    |
| Torrados e Sousa                             | 3.287            | 5,21       | 631              | 130337    |
| Unhão e Lordelo                              | 1.099            | 4,96       | 222              | 130338    |
| Vila Cova da Lixa e Borba de Godim           | 6.081            | 13,46      | 452              | 130339    |
| Vila Fria e Vizela                           | 1.105            | 3,02       | 366              | 130340    |
| Vila Verde e Santão                          | 1.417            | 3,14       | 452              | 130341    |
| Kreis Felgueiras                             | 55.848           | 115,74     | 483              | 1303      |

### Bevölkerungsentwicklung
| Einwohnerzahl im Kreis Felgueiras (1801–2011) | Einwohnerzahl im Kreis Felgueiras (1801–2011) | Einwohnerzahl im Kreis Felgueiras (1801–2011) | Einwohnerzahl im Kreis Felgueiras (1801–2011) | Einwohnerzahl im Kreis Felgueiras (1801–2011) | Einwohnerzahl im Kreis Felgueiras (1801–2011) | Einwohnerzahl im Kreis Felgueiras (1801–2011) | Einwohnerzahl im Kreis Felgueiras (1801–2011) | Einwohnerzahl im Kreis Felgueiras (1801–2011) | Einwohnerzahl im Kreis Felgueiras (1801–2011) |
| --------------------------------------------- | --------------------------------------------- | --------------------------------------------- | --------------------------------------------- | --------------------------------------------- | --------------------------------------------- | --------------------------------------------- | --------------------------------------------- | --------------------------------------------- | --------------------------------------------- |
| 1801                                          | 1849                                          | 1900                                          | 1930                                          | 1960                                          | 1981                                          | 1991                                          | 2001                                          | 2011                                          |                                               |
| 11.413                                        | 15.614                                        | 22.973                                        | 25.424                                        | 38.895                                        | 48.015                                        | 51.248                                        | 57.595                                        | 58.084                                        |                                               |

### Kommunaler Feiertag
- 29. Juni

### Städtepartnerschaften
- Pont-Sainte-Maxence im Kanton Pont-Sainte-Maxence, Frankreich (seit 1993)

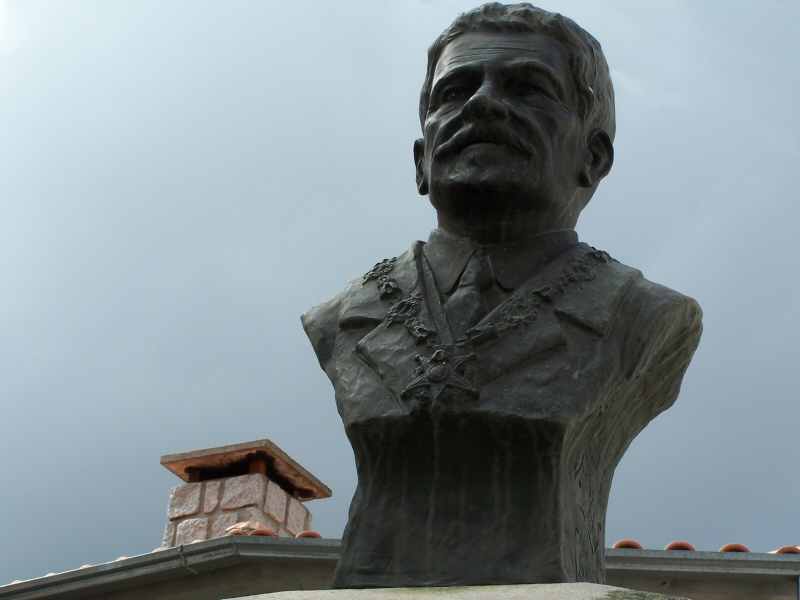
Büste des Arztes Fonseca in Loriga

- Santa Cruz Cabrália, Brasilien (seit 1996)
- Boa Vista, Kap Verde (seit 1996)
- São Vicente, Kap Verde (seit 1998)
- São João da Madeira, Portugal (seit 1998)
- Mosambik, Mosambik (seit 2014)[8]

## Sport
Felgueiras beheimatet den 1933 gegründeten Fußballclub Futebol Clube Felgueiras. Er trägt seine Heimspiele der Liga Portugal 2 (Stand Saison 2024/25) im Stadion "Estádio Dr. Machado de Matos" aus.
Zu den weiteren Fußballvereinen im Kreis gehören der 1955 gegründete CRPP Barrosas (Centro Recreativo Popular População de Barrosas) aus der Gemeinde Idães und der 1934 gegründete FC Lixa, die beide in Spielklassen des Distriktverbandes Porto antreten (Stand 2013/14).

## Söhne und Töchter der Stadt
- Nicolao Coelho († 1504), Seefahrer und Entdecker
- Belchior Paulo (1554–1619), Jesuit und manieristischer Maler
- Manuel de Faria e Sousa (1590–1649), Dichter, Historiker und Herausgeber
- Joaquim Augusto Amorim da Fonseca (1862–1927), Mediziner
- Leonardo Coimbra (1883–1936), Philosoph, Hochschullehrer und Politiker
- Armindo Lopes Coelho (1931–2010), Bischof von Porto
- João Miranda Teixeira (* 1935), Weihbischof in Porto
- Álvaro Pacheco (* 1971), Fußballmanager und ehemaliger Fußballspieler
- Daniel da Silva Soares (* 1982), Fußballspieler
- Helder Filipe da Costa Soares (* 1982), Fußballspieler
- Frederico Filipe Teixeira Ribeiro, bekannt als Zamorano (* 1982), Fußballspieler
- Rui Pinto (* 1992), Langstreckenläufer